# Hôpital al-Quds
L'hôpital al-Quds est situé à Tel al-Hawa dans la bande de Gaza. Il est détruit en 2009 par les forces israéliennes. Sa réparation est lancée peu après, avec le soutien de la France et du Qatar et le financement du roi du Maroc Mohammed VI ,.
En 2023, dans le cadre de l'évacuation du nord de la bande de Gaza Israël ordonne l'évacuation de l'hôpital en prévision de frappes,.